# Trait de vie (film)
Pour plus de détails, voir Fiche technique et Distribution.
Trait de vie est un film français réalisé par Sophie Arlot et Fabien Rabin, sorti en 2018.

## Synopsis
Manu, Lucie, Philippe, Amandine et Martial ont l’image de paysans et paysannes « hors du temps », de fous, de doux rêveurs. Pourtant c’est dans la recherche d’un bienêtre que ces débardeurs, maraîchers ou même céréaliers travaillent avec des animaux de trait. Leurs histoires croisées montrent que la pratique de la traction animale s’organise et se réinvente dans un pays où l’agriculture est des plus mécanisée.

## Fiche technique
- Titre : Trait de vie
- Réalisation : Sophie Arlot et Fabien Rabin[1]
- Scénario : Sophie Arlot et Fabien Rabin
- Photographie : Sophie Arlot
- Son : Sophie Arlot
- Montage : Sophie Arlot et Fabien Rabin
- Production : Grenier d'images
- Pays :  France
- Genre : Documentaire
- Durée : 75 minutes
- Date de sortie : France - 14 février 2018

## Sélection
- Festival de Foix 2018[2]